# Leôncio de Carvalho
Carlos Leôncio da Silva Carvalho, ou simplesmente Leôncio de Carvalho (Rio de Janeiro, 18 de junho de 1847 — São Paulo, 9 de fevereiro de 1912), foi um advogado, professor e político brasileiro, responsável pela primeira grande reforma educacional do Brasil.

## Carreira
Em 1864 se matriculou na Faculdade de Direito de São Paulo, onde se formou em 1868. Em 1870 prestou concurso para professor, sendo aprovado em terceiro lugar e nomeado lente substituto por Decreto de 4 de janeiro de 1871, tomando posse em 3 de fevereiro de 1872.
Na política do Império do Brasil, foi membro ativo do Partido Liberal. Em 5 de janeiro de 1878, os liberais subiram ao poder, com o conselheiro João Lins Vieira Cansanção de Sinimbu como Presidente do Conselho de Ministros (título equivalente ao de primeiro-ministro). Como parte do Gabinete Sinimbu, Leôncio de Carvalho assumiu a então denominada Pasta dos Negócios do Império, sendo responsável por setores como instrução e obras públicas. Foi substituído em 4 de junho de 1879 por Francisco Maria Sodré Pereira.
Foi deputado geral (equivalente aos atuais deputados federais) por São Paulo de 1878 a 1880. 
Foi nomeado lente catedrático pelo Decreto de 7 de junho de 1881, tomando posse em 14 de junho daquele ano. Mais tarde, foi nomeado bibliotecário da Faculdade de Direito pelo Decreto de 31 de janeiro de 1885 e tomou posse do cargo em 4 de fevereiro daquele ano.
Com a Proclamação da República, foi eleito para a primeira legislatura do Senado do Congresso Legislativo do Estado de São Paulo, participando do Congresso Constituinte, onde foi um dos relatores da primeira Constituição de São Paulo. Com a aposentadoria de André Augusto de Pádua Fleury, foi nomeado diretor da Faculdade de Direito pelo Decreto de 4 de outubro de 1890, cargo que ocupou até 25 de abril de 1891.
De volta à Faculdade de Direito, foi nomeado para a cadeira de Direito Público pelo Decreto de 7 de fevereiro de 1895, onde se aposentou pelo Decreto de 12 de janeiro de 1901 e mudou-se para a cidade do Rio de Janeiro para lecionar na Faculdade Livre de Direito do Rio de Janeiro.

## Reforma Leôncio de Carvalho

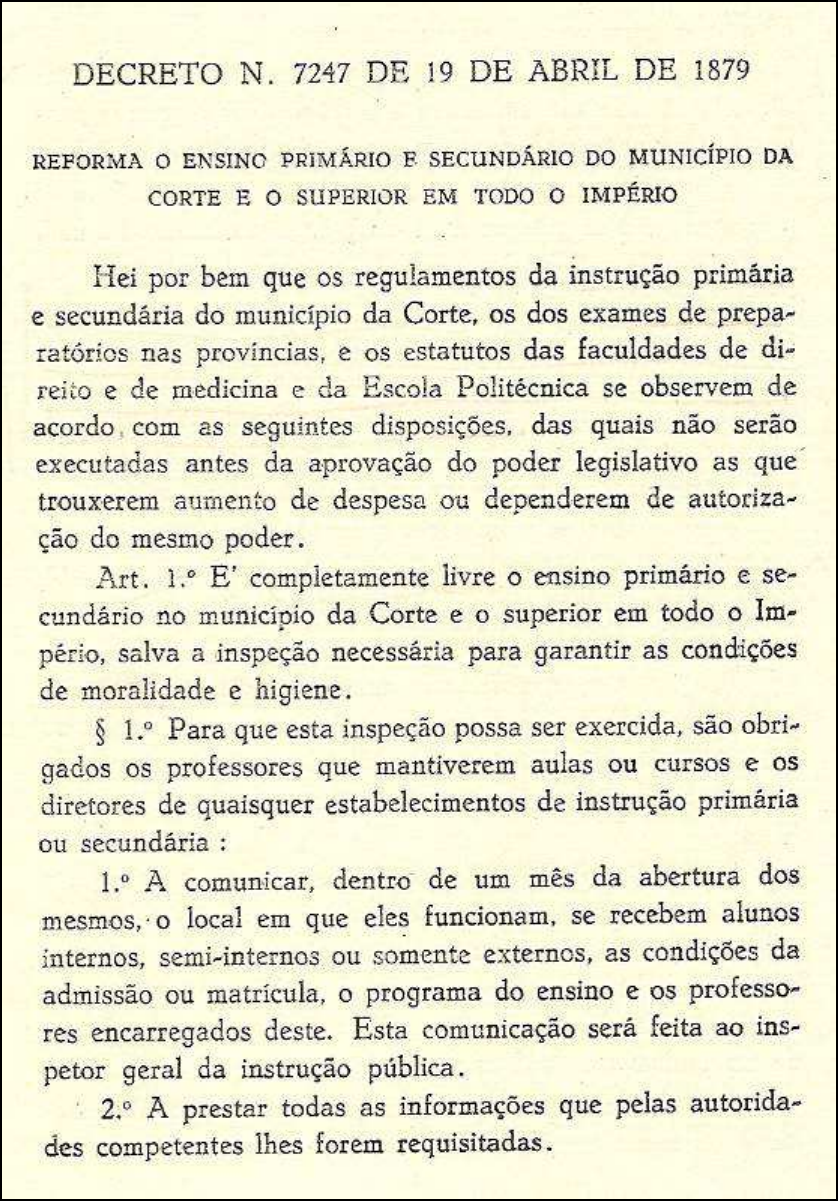
Decreto nº 7.247, de 19 de abril de 1879, instituindo a Reforma Leôncio de Carvalho.

Como ministro do Império (1878-1879), aprovou o Decreto nº 7.247, de 19 de abril de 1879, conhecido como a "Reforma Leôncio de Carvalho". Seu Artigo 1º dizia:
E' completamente livre o ensino primario e secundario no municipio da Côrte e o superior em todo o Imperio, salvo a inspecção necessaria para garantir as condições de moralidade e hygiene.
Primeira grande iniciativa do gênero, a nova medida buscou organizar os ensinos primário e secundário, assim como o superior na Corte. Consistiu em garantir condições básicas de estrutura e higiene, direcionando o ensino para um método intuitivo e garantindo sua liberdade, fazendo surgir colégios protestantes e positivistas no Brasil - embora o analfabetismo continuasse generalizado.